# Freebird Airlines
Freebird Airlines (türkisch Hürkuş Hava Yolu Taşımacılık ve Ticaret A.Ş.), eine Tochtergesellschaft der Gözen Holding, ist eine Fluggesellschaft mit türkischen und maltesischen Kennzeichen. Sie bietet Linien- und Charterflüge aus Deutschland, Wien und London zu Urlaubszielen in der Türkei und im Nahen Osten.

## Geschichte
Freebird Airlines wurde im Jahr 2000 gegründet und absolvierte ihren ersten kommerziellen Flug am 5. April 2001. Zum Zeitpunkt ihrer Gründung verfügte Freebird über eine Flotte von drei McDonnell Douglas MD-83 Flugzeugen. Bis 2024 wuchs die Flotte auf 14 Airbus A320.
Die Tochtergesellschaft Freebird Airlines Europe (FHM) erhielt am 20. Februar 2019 ihre Betriebsgenehmigung (EASA AOC) von der maltesischen Zivilluftfahrtbehörde (TM CAD) und nahm damit den Betrieb in Europa auf.

## Flotte
Die Flugzeuge in der Flotte von Freebird Airlines mit Stand Dezember 2024:
| Registrierung                 | Flugzeugtyp | Anzahl | Anmerkungen | Sitzplätze (Economy) | Durchschnittsalter |
| Freebird Airlines (FH)        | Airbus A320 | 14     |             | 180                  | 15,4               |
| Freebird Airlines Europe (MI) | Airbus A320 | 3      |             | 180                  | 16,2               |
| Gesamt                        |             | 17     |             |                      | 15,8               |